# NGC 4117
NGC 4117 је лентикуларна галаксија у сазвежђу Ловачки пси која се налази на NGC листи објеката дубоког неба.
Деклинација објекта је + 43° 7' 35" а ректасцензија 12h 7m 46,1s. Привидна величина (магнитуда) објекта NGC 4117 износи 13,0 а фотографска магнитуда 14,0. NGC 4117 је још познат и под ознакама UGC 7112, MCG 7-25-27, CGCG 215-29, PGC 38503.